# 영남중학교 (대구)
영남중학교(嶺南中學校)는 대한민국 대구광역시 달서구 상인동에 있는 사립 중학교이다.

## 학교 연혁
- 1935년 4월 1일 : 대구 실수학원 설립
- 1935년 8월 3일 : 경상북도지사 인가를 받음
- 1944년 4월 1일 : 대구 농공 실무학원으로 개편(3년제)
- 1947년 4월 18일 : 영남중학교(6년제 12학급) 설립 인가, 초대 교장 주덕근 취임
- 1948년 9월 1일 : 대구시 대명동 기지에 교사신축 이전
- 1951년 7월 16일 : 중학교 제1회 졸업식 거행(3, 4, 6년제)
- 1951년 8월 13일 : 중학교 학급 증설 (3년제 2학급)
- 1990년 12월 20일 : 대구시 달서구 상인동 70번지에 교사신축 이전
- 1995년 4월 28일 : 대구 상인동 가스 폭발 사고
- 2001년 1월 2일 : 중학교 학급 감축 (24학급) 인가
- 2021년 9월 1일 : 제17대 교장 박희점 취임

## 학교 위치
- 1948년 9월 1일 ~ 1990년 12월 20일 : 중구 남산로13길 17 (남산동 / 現 보성황실타운)
- 1991년 3월 1일 ~ (현재) : 달서구 월곡로 300 (상인동)

## 참고 자료
- 영남중학교 - 한국교육학술정보원 학교알리미